# (10421) Dalmatin
(10421) Dalmatin est un astéroïde de la ceinture principale.

## Description
(10421) Dalmatin est un astéroïde de la ceinture principale. Il fut découvert le 9 janvier 1999 à Visnjan par Korado Korlević. Il présente une orbite caractérisée par un demi-grand axe de 2,42 UA, une excentricité de 0,22 et une inclinaison de 1,5° par rapport à l'écliptique.

## Compléments